# Ladislav Novák (polityk)
Ladislav Novák (ur. 5 kwietnia 1872 w Pradze, zm. 29 sierpnia 1946 tamże) – czechosłowacki polityk, minister handlu i przemysłu.

## Odznaczenia
- Wielka Wstęga Orderu Odrodzenia Polski (1929, Polska)[1]